# سفارة دولة فلسطين لدى سلطنة عمان
سفارة دولة فلسطين لدى سلطنة عمان هي الممثلية الدبلوماسية العُليا لدولة فلسطين لدى سلطنة عمان. تقع السفارة التي تأسست عام 1998 في شاطئ القرم في الصاروج في محافظة مسقط.